# Federação Portuguesa de Desportos no Gelo
Federação Portuguesa de Desportos no Gelo ordnar med organiserad issport, bland annat ishockey, i Portugal. Portugal inträdde den 13 maj 1999 i IIHF.